# Ramón Osni Moreira Lage
Ramón Osni Moreira Lage (Nova Era, Brasil, 24 de mayo de 1988) es un futbolista brasilero. Juega de centrocampista y su actual equipo es el Capital Clube de Futebol del Campeonato Brasiliense.

## Selección nacional
Ha sido internacional con la Selección de fútbol de Brasil Sub-17.

### Participaciones en Copas del Mundo
| Mundial                               | Sede | Resultado  |
| ------------------------------------- | ---- | ---------- |
| Copa Mundial de Fútbol Sub-17 de 2005 | Perú | Subcampeón |

## Clubes
| Club                      | País   | Año               |
| ------------------------- | ------ | ----------------- |
| Atlético Mineiro          | Brasil | 2005              |
| SC Corinthians            | Brasil | 2006              |
| PFC CSKA Moscú            | Rusia  | 2007              |
| FC Krylya Sovetov         | Rusia  | 2009              |
| Flamengo (cedido)         | Brasil | 2010              |
| EC Bahia                  | Brasil | 2011              |
| Náutico                   | Brasil | 2012              |
| Consadole Sapporo         | Japón  | 2012              |
| Remo                      | Brasil | 2013 - 2014       |
| Brasiliense Futebol Clube | Brasil | 2014 - 2015       |
| Goianésia Esporte Clube   | Brasil | 2015              |
| Araxá Esporte Clube       | Brasil | 2015 - 2016       |
| Democrata Futebol Clube   | Brasil | 2016 - 2017       |
| Brasiliense Futebol Clube | Brasil | 2017 - 2018       |
| Esporte Clube Rio Verde   | Brasil | 2018 - 2019       |
| Esporte Clube Democrata   | Brasil | 2019 - 2022       |
| Capital Clube de Futebol  | Brasil | 2022 - actualidad |